# Néstor Clausen
Néstor Rolando Clausen (* 29. září 1962, Arrufo) je bývalý argentinský fotbalista. Nastupoval většinou na postu obránce.
S argentinskou reprezentací vyhrál mistrovství světa v Mexiku roku 1986.. V národním mužstvu odehrál 26 utkání, v nichž vstřelil jeden gól.
S klubem CA Independiente vyhrál Interkontinentální pohár 1984 a Pohár osvoboditelů 1984.
S Independiente získal též dva tituly mistra Argentiny (1983, 1988/89), s FC Sion se stal mistrem Švýcarska (1991/92) a získal švýcarský pohár (1990/91).
Po skončení hráčské kariéry se stal fotbalovým trenérem.